# سید جمال سیدحاتمی
سیدجمال سیدحاتمی کارگردان، نویسنده، دستیار کارگردان ایرانی است از مهم‌ترین آثار سید جمال سید حاتمی می‌توان به کارگردانی فیلم لاک قرمز، سریال‌های محکومین، و مهیار عیار اشاره کرد سید جمال سید حاتمی کار حرفه ای خود را از تلویزیون آغاز کرد.

## فیلم‌شناسی

### کارگردان
- مرز (۱۴۰۴)
- مهیار عیار (۱۴۰۳)
- مستوران (۱۴۰۱)
- بام بالا (۱۳۹۹)[۴]
- سرگذشت (۱۳۹۸)
- محکومین (۱۳۹۶)
- لاک قرمز (۱۳۹۴)
- ابله (۱۳۹۳)
- سرزمین مادری (۱۳۹۲)[۵]
- اوقات مشترک آنها (۱۳۹۲)
- انگشتر (۱۳۹۱)[۶]

### دستیار اول کارگردان
- طعم شیرین خیال (۱۳۹۳)
- خیابان‌های آرام (۱۳۸۹)
- ما همه خوبیم (۱۳۸۳)
- شهریار (۱۳۸۶–۱۳۸۴)
- مارمولک(۱۳۸۲)

### برنامه‌ریز
- طعم شیرین خیال (۱۳۹۳)
- خیابان‌های آرام (۱۳۸۹)
- از رئیس‌جمهور پاداش نگیرید (۱۳۸۷)
- شهریار (۱۳۸۶–۱۳۸۴)
- ما همه خوبیم (۱۳۸۳)
- یک تکه نان (۱۳۸۳)
- مارمولک (۱۳۸۲)
- صاحبدلان (۱۳۸۵)

### دستیار کارگردان
- از رئیس‌جمهور پاداش نگیرید (۱۳۸۷)
- یک تکه نان (۱۳۸۳)
- مارمولک (۱۳۸۲)

### دستیار برنامه‌ریز
- آواز گنجشک‌ها (۱۳۸۶)

### دستیار تدوین
- دارا و ندار (۱۳۷۸)
- شوخی (۱۳۷۸)